# Västerhejde
Västerhejde é uma pequena localidade sueca na província histórica da Gotlândia.
Tem 456 habitantes (2018), e pertence ao município da Gotlândia.
Fica a 7 km a sul da cidade de Visby.

## Património
- Reserva natural de Högklint
- Parque de diversões de Kneippbyn
- Igreja de Västerhejde (século XIII)
- Escola de Västerhejde

## Personalidade histórica ligada a Västerhejde
- Princesa Eugênia da Suécia (1830-1889)

## Coletividades
- Associação dos moradores de Västerhejde (Västerhejde hembygdsförening)